# Коттон, Берни
Бернард Джеймс (Берни) Коттон (англ. Bernard James (Bernie) Cotton, 30 июня 1948, Хитчин, Хартфордшир, Англия, Великобритания) — английский и британский хоккеист (хоккей на траве), полузащитник.

## Биография
Берни Коттон родился 30 июня 1948 года в британском городе Хитчин в Англии.
Окончил колледж Фитцуильям Кембриджского университета, получив степень по географии. На рубеже 60-70-х годов в течение шести лет работал учителем географии в колледже епископа Стортфорда. Затем преподавал в Бедфордской школе, но в 90-х вернулся в Стортфорд.
Играл в хоккей на траве за «Саутгейт» из Лондона.
В 1972 году вошёл в состав сборной Великобритании по хоккею на траве на Олимпийских играх в Мюнхене, занявшей 6-е место. Играл на позиции полузащитника, провёл 9 матчей, мячей не забивал.
В 1970—1978 годах провёл 73 матча за сборную Англии и 54 матча за сборную Великобритании.
В 1988 году был ассистентом менеджера сборной Великобритании на летних Олимпийских играх в Сеуле, где она завоевала золото. В 1992 был менеджером британцев на летних Олимпийских играх в Барселоне, где они заняли 6-е место.
Покинув школу, работал исполнительным директором и исполнительным менеджером Британской олимпийской ассоциации.
В 2009 году стал членом Ордена Британской империи за заслуги в спорте.